# O̱
Cette page contient des caractères spéciaux ou non latins. S’ils s’affichent mal (▯, ?, etc.), consultez la page d’aide Unicode.
O̱, ou O macron souscrit, est un graphème utilisé dans l’écriture de l’amarakaeri, du cabécar, du chacta, du chicacha, du chinantèque de Comaltepec, du chinantèque d’Ojitlán, du chinantèque d’Ozumacín, du chumburung, de l’emai, du huli, du karimojong, du koasati, maijiki, du mazatèque, du nooksack, du nuer, du pame central, du safaliba, du suédois de Noarootsi et du tennet. Il s'agit de la lettre O diacritée d'un macron souscrit. Il n’est pas à confondre avec le O̲, O trait souscrit ou O souligné.

## Utilisation
Le nuer utilise le O macron souscrit.
En koasati, le O macron souscrit ‹ o̱ › représente le ‹ o › nasalisé.
En nooksack, le O macron souscrit ‹ o̱ › represente une voyelle mi-ouverte postérieure arrondie [ɔ].
En safaliba, le O macron souscrit ‹ o̱ › est utilisé pour représenter une voyelle pré-fermée postérieure arrondie [ʊ].
En ticuna, le O macron souscrit ‹ o̱ › est utilisé pour représenter voyelle mi-fermée postérieure arrondie laryngalisée [o̰].

## Représentations informatiques
Le O macron souscrit peut être représenté avec les caractères Unicode suivants :
- décomposé (commandes C0 et latin de base, diacritiques) :

| formes    | représentations | chaînes de caractères | points de code | descriptions                                          |
| --------- | --------------- | --------------------- | -------------- | ----------------------------------------------------- |
| capitale  | O̱               | O◌̱                    | U+004F U+0331  | lettre majuscule latine o diacritique macron souscrit |
| minuscule | o̱               | o◌̱                    | U+006F U+0331  | lettre minuscule latine o diacritique macron souscrit |

## Sources
- (es + tca) Doris Anderson et Lambert Anderson, Diccionario ticuna — castellano, coll. « Serie Lingüística Peruana » (no 57), 2017 (lire en ligne)
- (en) Brent Galloway, George Adams et Catalina Renteria, « Bringing back the Nooksack language from the dead », ICSNL, vol. 39,‎ 2004, p. 141-148 (lire en ligne)
- (en) Paul Alan Schaefer, Narrative storyline marking in Safaliba: determining the meaning and discourse function of a typologically-suspect pronoun set (thèse de Ph.D.), University of Texas at Arlington, 2009 (lire en ligne)